# Matteo Bonechi
Matteo Bonechi (* 8. November 1669 in Florenz; † 27. Februar 1756 ebendort) war ein italienischer Maler.

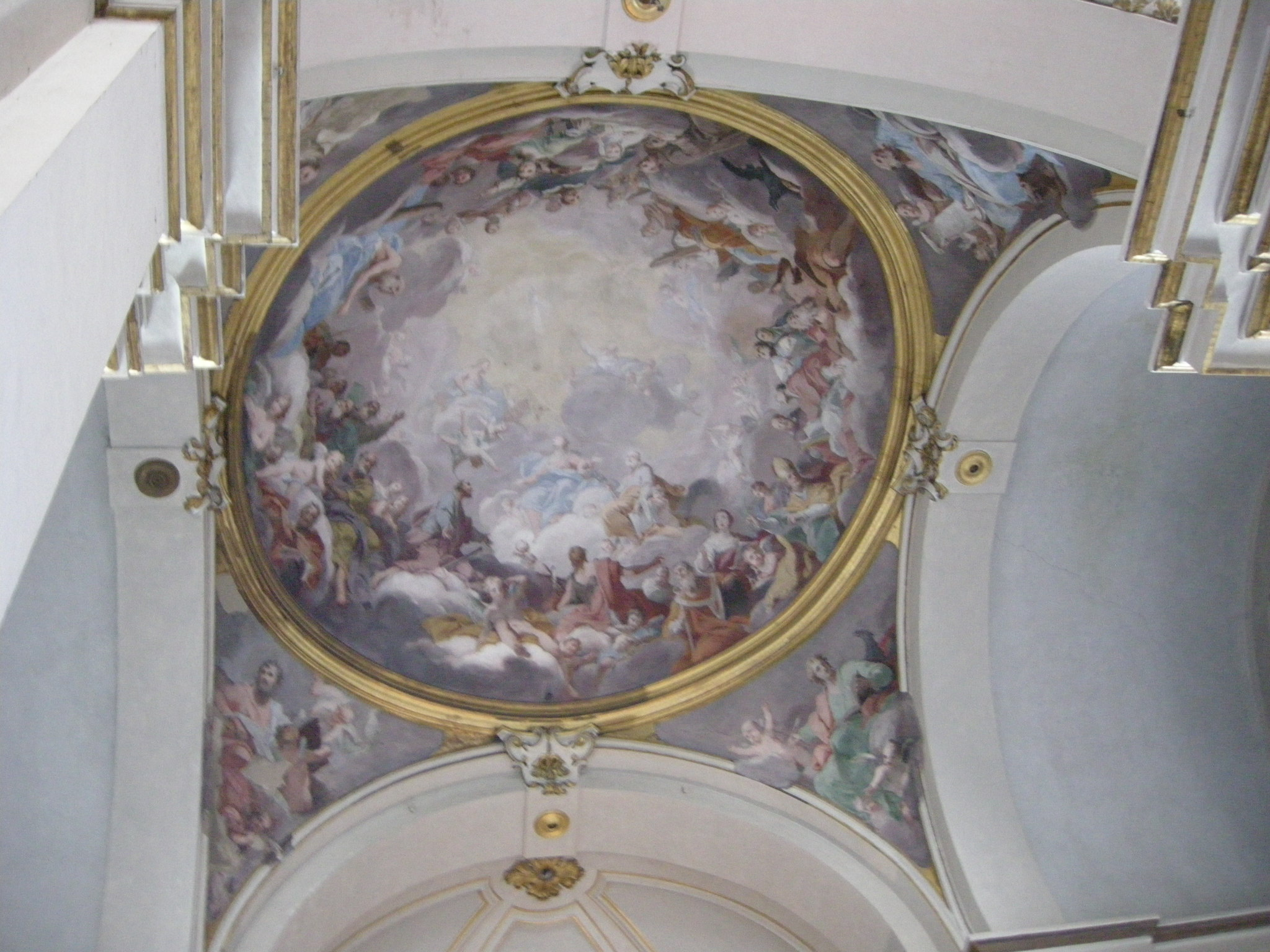
Kuppel San Jacopo sopr’Arno

## Leben
Matteo Bonechi war ein Freskenmaler der Florentiner Schule des frühen 18. Jahrhunderts. In seiner Jugend war er Schüler von Francesco Botti, wurde aber mehr von Giovanni Camillo Sagrestani beeinflusst, dem vielleicht bedeutendsten Florentiner Freskenmaler der vorangegangenen Generation. Lanzi hingegen bezeichnet ihn aufgrund der stilistischen Ähnlichkeiten als Schüler Sagrestanis.

„... Matteo Bonechi, sein (Sagrestanis) Schüler, hatte ein ausgezeichnetes Talent hervorgebracht, aber nicht die Grundlagen der Kunst, von denen es heißt, dass er sie fast nach Diktat erlernte, indem er im Angesicht des Meisters arbeitete und sich von seiner Stimme leiten ließ...“

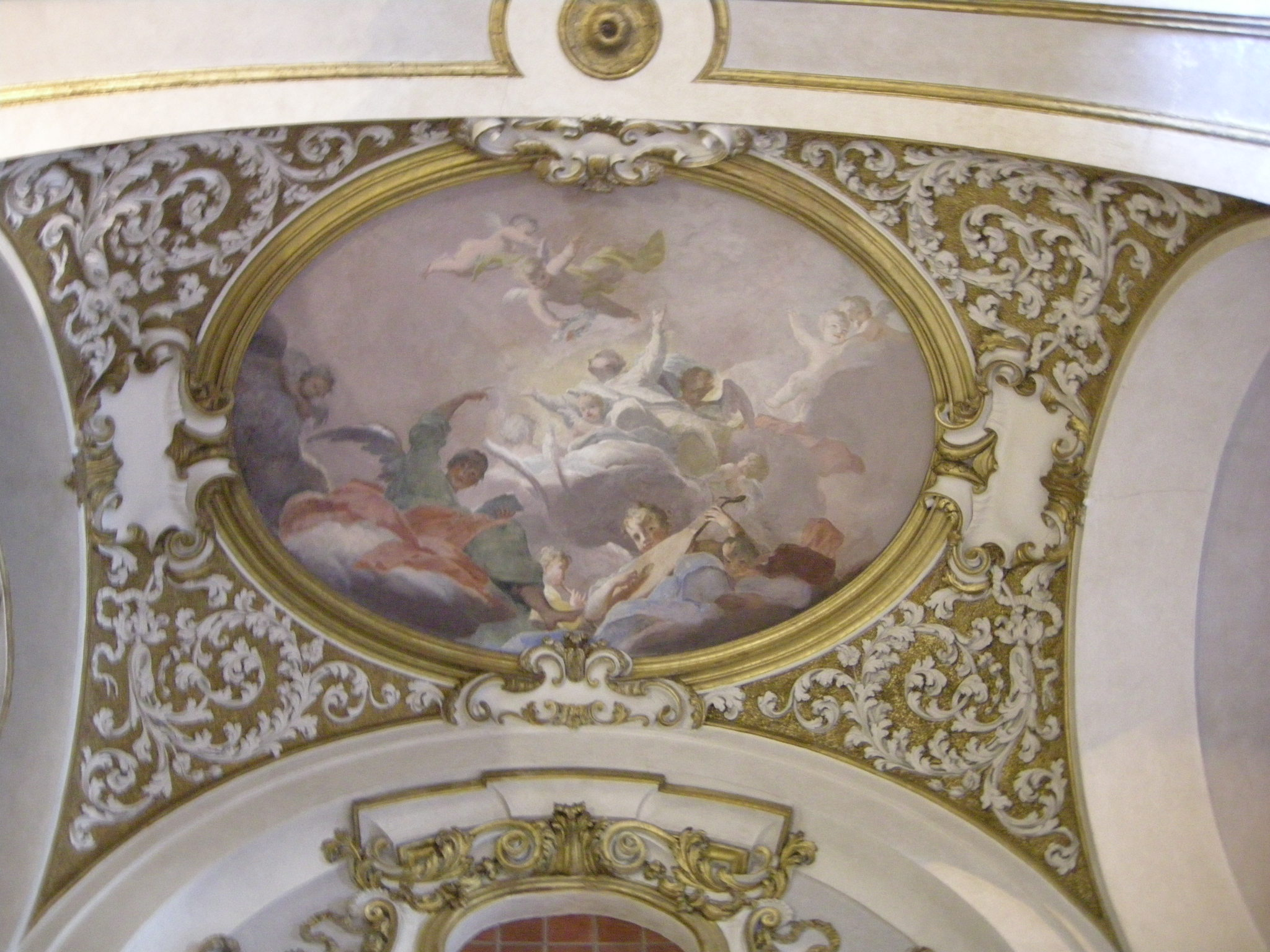
Fresko in der Kuppel von San Jacopo sopr’Arno

Zu seinen ersten Fresken gehören die der Kirche San Domenico in Fiesole, die er 1706 in Zusammenarbeit mit dem Quadraturisten Lorenzo del Moro und Rinaldo Botti schuf.
Zu seinen Fresken gehören die für die Kuppel der Wallfahrtskirche Santa Verdiana in Castelfiorentino (1716–1717), während er in Florenz die Kirche San Jacopo sopr’Arno mit Fresken ausstattete, wo auch zwei seiner Tondi auf Leinwand mit Abraham und den drei Engeln und Geschichten aus dem Leben des Heiligen Franziskus aus dem Jahr 1718 zu sehen sind. In Florenz befinden sich seine Fresken im Conservatorio di Sant’Agnese, in der Kirche der Compagnia di Sant’Agostino a Legnaia aus dem Jahr 1724, in der Kirche Santa Maria del Suffragio in Pellegrino mit Fresken aus den Jahren 1734–1735 und in der kleinen Kirche Sant’Egidio im ehemaligen Ospedale di Santa Maria Nuova, die von dem Quadraturisten Giuseppe Tonelli ausgeschmückt wurde.
Er wurde auch mit der Ausmalung von Florentiner Adelspalästen beauftragt, wie dem Palazzo Gondi, dem Palazzo Capponi all’Annunziata, zusammen mit Sagrestani, und dem Palazzo Buondelmonti, wo er mit den Quadraturisten Benedetto Fortini und Dionisio Predellini zusammenarbeitete. Später schuf er auch Fresken im Palazzo Guicciardini-Altoviti, der als Palazzo dei „Visacci“ bekannt ist.
In seiner Spätphase löste er sich von der Malerei Sagrestanis und fand seine eigene persönliche Dimension, die mehr zum Klassizismus tendierte. Zu seinen reifen Werken gehören die Fresken für das Kapitel der Annunziata (1722) und das Fresko für den Palazzo Cerretani (1730). Das Fresko für den Hauptaltar der Kollegiatskirche San Lorenzo in Montevarchi stammt aus dem Jahr 1722, wurde Ende des 18. Jahrhunderts übertüncht und 1968 im Zuge einer Restaurierung wiederhergestellt. In der Kirche San Frediano in Cestello malte er unter dem Fresko von Anton Domenico Gabbiani die Figuren der Tugenden in den Gewölben der Kuppel.
Zu seinen Schülern gehörte auch Sigismondo Betti. Bonechi starb, wie Inghirami berichtet, im Alter von 80 Jahren:

„...nach dem Tode des Meisters wurden seine Verdienste anerkannt ... und er bewährte sich bis an sein Lebensende: er starb im hohen Alter von fast 80 Jahren.“

## Weitere Werke

### Florenz
- Kirche Santi Apostoli – Gewölbefresko, Apotheose der Heiligen Johanna von Chantal
- Sant’Egidio – Gewölbefresko, Madonna in der Glorie (mit Gemälden von Giuseppe Tonelli)
- Kirche San Filippo Neri, Fresko Kreuzigung (1729)
- Villa Poggio Torselli, Fresko

### Außerhalb von Florenz
- Konservatorium Santa Elisabetta, Barga, Madonna mit Kind und Heiligen
- Villa la Quiete, Fresko Das Paradies
- Kirche Santa Lucia a Monteorlando, Signa, Fresko
- Kathedrale von Pistoia, Martyrium des Heiligen Bartholomäus